# Nissebanden i Grønland
Nissebanden i Grønland er en julekalender der blev sendt på DR1 første gang i 1989. Julekalenderen handler om Nissebanden, der bliver sendt til Grønland for at hjælpe julemanden. Det er en opfølgning på julekalenderen Nissebanden, der blev sendt i 1984. I 2003 blev den efterfulgt af Nissernes Ø.
Julekalenderen har været genudsendt i 1993, 2002, 2011 og 2016  samt på DR Ramasjang i 2021.

## Handling
Nissebanden bliver af agent A-38 sendt til Grønland for at hjælpe Julemanden med at lave julegaver til børnene. 
Julemanden er taget ud for at lede efter to stjernesten, som har en magisk kraft.
Fiffig Jørgensen, der bor i Holme-Olstrup, vil have Julemanden til at flytte til byen og tager i første omgang alle de breve som bliver sendt til Julemanden. Da A-38 får sendt dem afsted til Nissebanden, tager Fiffig-Jørgensen afsted til Grønland, hvor det lykkes ham at få fat i ønskestenene og tryller sig selv om til julemand.

## Medvirkende
- Flemming Jensen - Lunte (grød- og pulternissen)
- Kirsten Peüliche - Gemyse (kræmmernissen)
- Finn Nielsen - Skipper (skibsnisse)
- Ann Hjort - Puk (ung- og skovnisse)
- Arne Hansen - Hr. Mortensen (arkivnisse)
- Malik Niemann - Inuk
- Christoffer Bro - Fiffig-Jørgensen
- Terese Damsholt - Fru Fiffig-Jørgensen
- Hans Dal - A-38 (nisseagent)

Flere af rollerne i denne udgave blev besat af nye skuespillere. Ungnissen Pil blev spillet af (Kirsten Lehfeldt) men blev udskiftet med Puk (spillet af Ann Hjort). Finn Nielsen overtog rollen som skibsnissen Skipper efter Lars Knutzon der havde rollen i Nissebanden.
Desuden medvirker Christoffer Bro, Poul Bundgaard, Terese Damsholt, Niels Danielsen, Johan Davidsen, Benny Hansen, Torben Hundal, William Kisum, Henrik Koefoed, Sørine Lange, Lasse Lunderskov, Henrik H. Lund, Jaguaraq Marcussen, John Martinus, Tom McEwan, Malik Niemann, Ivalu Lange Nørreslet, Per Pallesen, Hans Sigurdsen, Jens Therkelsen og Johannes Therkelsen.

## Produktion
Manuskriptet blev skrevet af Flemming Jensen i samarbejde med Hans Dal i 1987 i bygden Ikerasak i Grønland. Hans Dal har også skrevet musikken og serien er instrueret af Per Pallesen.
Til Nissebandens mølle i Holme-Olstrup, har man brugt henholdsvis Kaleko Mølle på Fyn og Tadre Mølle på Midtsjælland. Optagelserne fra landsbyen er lavet omkring den gamle købmandsgård i Slagslunde, mens herregården Ravnstrup er brugt til at filme A-38's bolig.
Til optagelserne i Grønland har man brugt området omkring Uummannaq i Vestgrønland og blev optaget i foråret 1989 på kun 40 dage. I 2011 rapporterede flere medier at den is, som mange af scenerne, hvor der bliver kørt hundeslæde på, var smeltet som følge af klimaforandringer.
De indendørs scener med bl.a. julemandens værksted og klippegrotten, hvor Luffe bor, blev filmet i TV-Byen.

### Udgivelse
Nissebanden i Grønland blev udgivet som bog i 1989. I 1991 blev den udgivet på tre lydbånd indtalt af Flemming Jensen og året efter blev der udgivet en VHS-udgave på tegnsprog.
I 2012 skrev Flemming Jensen musicalen Nissebanden i Julemandens land ud fra Nissebanden i Grønland. Musicalen blev instrueret af Jensen selv og blev opført på Odense Teater. Hans Dal skrev i den forbindelse en række nye sange til forestillingen.

### Musik
Sammen med julekalenderen blev også udgivet en CD med musikken.
1. "Vi er Nissebanden"
2. "Ballonsang"
3. "Risengrødssang"
4. "Risengrødsrap"
5. "Hundeslædesang"
6. "Legetøjsmaskinesang"
7. "Sangen om Luffe"
8. "Nu' det jul"
9. "Isbjerge"

## Modtagelse
Nissebanden i Grønland fik gode anmeldelser og blev også en seersucces. Det er den hyppigst genudsendte julekalender på DR, idet den har været sendt fem gange i alt.
Scener i afsnit 10 og 11 fik en del kritik fra seerne, da en sæl blev skudt og parteret af en grønlandsk fanger.
Fiffig Jørgensen blev i efteråret 2016 stemt ind som den fjerdebedste skurk nogensinde i de danske julekalendere.